# 20-й стрілецький корпус (СРСР)
20-й стрілецький корпус (рос. 20-й стрелковый корпус, 20-й ск) — оперативно-тактичне військове об'єднання, стрілецький корпус Червоної армії, який існував з перервами в період з 1941 до 1945 року.

## Історія об'єднання

### 1-ше формування
20-й стрілецький корпус вперше був сформований відповідно до наказу НКО N 072 від 21 травня 1936 шляхом перейменування Особливого (колгоспного) корпусу. Наказом військ Далекосхідного фронту N 1 від 1 липня 1938 року управління корпусу було реорганізовано в управління Хабаровської групи військ фронту. Наказом військам 2-ї Окремої Червонопрапорної армії N 2 від 7 вересня 1938 20-й корпус був відновлений у колишньому складі. Наказом військам 15-й (Сунгарійської) армії N 004 від 26 червня 1940 управління і штаб корпусу були розформовані і передані на укомплектування 15-ї армії.